# Balue Kulu
Balue Kulu is een bestuurslaag in het regentschap Pidie van de provincie Atjeh, Indonesië. Balue Kulu telt 243 inwoners (volkstelling 2010).